# La Bosse, Sarthe
La Bosse là một xã thuộc tỉnh Sarthe trong vùng Pays-de-la-Loire tây bắc nước Pháp. Xã này nằm ở khu vực có dân sô 129.

## Dân số
| 1962 | 1968 | 1975 | 1982 | 1990 | 1999 | 2006 |
| ---- | ---- | ---- | ---- | ---- | ---- | ---- |
| 251  | 215  | 201  | 1963 | 141  | 111  | 129  |